# Салчія
Са́лчія (рум. Salcia) — село в Тараклійському районі Молдови, утворює окрему комуну.
Село розташоване на річці Салча.